# Liste der Baudenkmale in Goslar - Fischemäkerstraße
In der Liste der Baudenkmale in Goslar - Fischemäkerstraße sind alle Baudenkmale in der Fischemäkerstraße der niedersächsischen Gemeinde Goslar aufgelistet. Die Quelle der Baudenkmale ist der Denkmalatlas Niedersachsen. Der Stand der Liste ist der 13. Oktober 2022.

## Allgemein
In den Spalten befinden sich folgende Informationen:
- Lage: die Adresse des Baudenkmales und die geographischen Koordinaten. Kartenansicht, um Koordinaten zu setzen. In der Kartenansicht sind Baudenkmale ohne Koordinaten mit einem roten Marker dargestellt und können in der Karte gesetzt werden. Baudenkmale ohne Bild sind mit einem blauen Marker gekennzeichnet, Baudenkmale mit Bild mit einem grünen Marker.
- Bezeichnung: Bezeichnung des Baudenkmales
- Beschreibung: die Beschreibung des Baudenkmales. Unter § 3 Abs. 2 NDSchG werden Einzeldenkmale und unter § 3 Abs. 3 NDSchG Gruppen baulicher Anlagen und deren Bestandteile ausgewiesen.
- ID: die Objekt-ID des Baudenkmales
- Bild: ein Bild des Baudenkmales, ggf. zusätzlich mit einem Link zu weiteren Fotos des Baudenkmals im Medienarchiv Wikimedia Commons. Wenn man auf das Kamerasymbol klickt, können Fotos zu Baudenkmalen aus dieser Liste hochgeladen werden:

Zurück zur Hauptliste
| Lage                                                 | Bezeichnung          | Beschreibung | ID       | Bild |
| ---------------------------------------------------- | -------------------- | --- | -------- | ---- |
| Fischemäkerstraße 51° 54′ 25″ N, 10° 25′ 43″ O       | Straßenraum          | | 36593456 | BW   |
| Fischemäkerstraße 1 51° 54′ 25″ N, 10° 25′ 44″ O     | Wohn-/ Geschäftshaus | Dreigeschossiger Fachwerkbau mit Satteldach in Ziegeldeckung, traufständig. Fassade im EG seit 1878 mit Ladeneinbau, Schaufensterverglasung; Obergeschosse mit Schiefer verkleidet. Fensteröffnungen im 1. OG alternierend mit Dreiecks- und Segmentbogengiebeln bedacht. | 36603106 |      |
| Fischemäkerstraße 2 51° 54′ 25″ N, 10° 25′ 43″ O     | Wohn-/ Geschäftshaus | Zweigeschossiger Fachwerkbau mit Mansarddach in Schieferdeckung und mittigem Zwerchhaus, traufständig. Fassade mit Holz verschalt, EG seit 1892 mit Ladeneinbau und Schaufensterverglasung. | 36603160 |      |
| Fischemäkerstraße 4 51° 54′ 26″ N, 10° 25′ 42″ O     | Wohn-/ Geschäftshaus | Dreigeschossiger Fachwerkbau mit Satteldach in Ziegeldeckung, traufständig. Fassade verputzt, Ladeneinbauten mit Schaufensterverglasung im EG. | 36603214 |      |
| Fischemäkerstraße 4 51° 54′ 26″ N, 10° 25′ 43″ O     | Hinterhaus           | Dreigeschossiger Massivbau mit Satteldach. Fassade mauerwerkssichtig, Fensteröffnungen mit Segmentbögen. | 36520851 |      |
| Fischemäkerstraße 5 – 6 51° 54′ 27″ N, 10° 25′ 41″ O | Wohn-/ Geschäftshaus | Zweigeschossiger Fachwerkbau mit Krüppelwalmdach in Ziegeldeckung, traufständiges Eckhaus. Fassade verputzt, Mittelrisalit mit Dreiecksgiebel, EG mit Ladeneinbauten und Schaufensterverglasung. Gebäude im 19. Jh. in zwei Gewerbeeinheiten mit separaten Hausnummern aufgeteilt. | 36603241 | BW   |
| Fischemäkerstraße 5 51° 54′ 27″ N, 10° 25′ 43″ O     | Hinterhaus           | Dreigeschossiger Fachwerkbau mit Krüppelwalmdach in Ziegeldeckung, traufständig zur Nebenstraße Gosewinkel. Fassade fachwerksichtig (Zimmermannszeichen erhalten), Giebelseite verputzt. | 36520879 |      |
| Fischemäkerstraße 6 51° 54′ 28″ N, 10° 25′ 42″ O     | Toranlage            | Toranlage der Hinterhofs Fischemäkerstraße 5–6, zur Bäckerstraße gelegen, bestehend aus zwei frei stehenden Pfeilern und seitlichen Durchgangstüren. Inschriften „CWF“ am östlichen sowie „1847“ am westlichen Torpfeiler. | 36595278 |      |
| Fischemäkerstraße 6a 51° 54′ 28″ N, 10° 25′ 42″ O    | Hinterhaus           | Dreigeschossiger Fachwerkbau mit Krüppelwalmdach in Ziegeldeckung, traufständig zur Nebenstraße Gosewinkel, giebelständig zur Bäckerstraße. Straßenfassade und Giebelseite fachwerksichtig, Hoffassade mit Schiefer verkleidet. | 36520938 |      |
| Fischemäkerstraße 8 51° 54′ 27″ N, 10° 25′ 41″ O     | Wohn-/ Geschäftshaus | Zweigeschossiger Fachwerkbau mit Satteldach Dachausbau zum weiteren Vollgeschoss, traufständig; Fassade im EG mit Schaufensterverglasung, im OG fachwerksichtig, Schleppgaube im DG mit Schiefer verkleidet. Seit 1952 einbezogen in den Gebäudekomplex des benachbarten Geschäftshauses Bäckerstraße 104. | 36559621 |      |
| Fischemäkerstraße 9 51° 54′ 26″ N, 10° 25′ 41″ O     | Wohn-/ Geschäftshaus | Zweigeschossiges Gebäude mit Satteldach, traufständig; nördlicher Hausteil eines im 20. Jh. baulich zusammengefassten Geschäftshauskomplexes. Fassade im EG: Schaufensterfront mit Natursteinverkleidungen, im OG verputzt. | 40183221 |      |
| Fischemäkerstraße 9 51° 54′ 26″ N, 10° 25′ 41″ O     | Wohn-/ Geschäftshaus | Zweigeschossiger Fachwerkbau mit Satteldach, traufständig; südlicher Hausteil eines im 20. Jh. baulich zusammengefassten Geschäftshauskomplexes. Fassade: im EG Schaufensterfront mit Natursteinverkleidungen, OG verputzt. | 36603299 |      |
| Fischemäkerstraße 10 51° 54′ 26″ N, 10° 25′ 42″ O    | Wohn-/ Geschäftshaus | Zweigeschossiger Fachwerkbau mit Satteldach, traufständig. EG mit Schaufensterverglasung, OG mit Schieferverkleidung; rückwärtiger Hinterhof eingeschossig mit Ladenflächen überbaut. | 36603326 |      |
| Fischemäkerstraße 11 51° 54′ 26″ N, 10° 25′ 42″ O    | Wohn-/ Geschäftshaus | Zweigeschossiger Fachwerkbau mit Satteldach, traufständig; EG mit Schaufensterverglasung, OG fachwerksichtig. | 36603354 |      |
| Fischemäkerstraße 12 51° 54′ 25″ N, 10° 25′ 42″ O    | Wohn-/ Geschäftshaus | Zweigeschossiger Fachwerkbau mit Satteldach, traufständig. EG mit Schaufensterverglasung, OG fachwerksichtig. | 36603382 |      |
| Fischemäkerstraße 13 51° 54′ 25″ N, 10° 25′ 42″ O    | Hildesheimer Bank    | Ehemalige Hildesheimer Bank, errichtet 1909–10 nach Entwurf von Heinrich Ehelolf. Zweigeschossiger Massivbau mit Satteldach und Zwerchhaus, traufständig, mit Bauwich zur südlicher Nachbarbebauung; rückwärtig eingeschossig zur Hokenstraße 7 durchreichend, straßenseitig mit Krüppelwalmdach, hofseitig mit Flachdach; Putzfassade, an der Fischemäkerstraße EG mit rustiziertem Quadermauerwerk verblendet. | 36565994 |      |
| Fischemäkerstraße 14 51° 54′ 25″ N, 10° 25′ 43″ O    | Wohn-/ Geschäftshaus | Zweigeschossiger Fachwerkbau mit Satteldach, traufständig; asymmetrisch positionierter Mittelrisalit. Fassade im EG mit Schaufensterverglasung, im OG verputzt. | 36603410 |      |
| Fischemäkerstraße 15 51° 54′ 24″ N, 10° 25′ 43″ O    | Wohn-/ Geschäftshaus | Zweigeschossiger Fachwerkbau mit Satteldach und mittigem Zwerchhaus, traufständig; Fassade im EG mit Schaufensterverglasung, im OG verputzt. | 36603437 |      |